# Yogacara
Yogacara är en filosofisk inriktning inom mahayanabuddhismen, som är mest känd för dess lära om cittamatra. Cittamatra ("bara sinnet") beskrivs i bland annat Lankavatarasutra som idén att verkligheten inte existerar externt från sinnet: att allting är en produkt av sinnet.

## Ursprung
De första yogacara-texterna skrevs av Asanga (född 310, död ca. 390), som Asanga sägs ha lärt sig från bodhisattvan och den kommande buddhan Maitreya. Vissa moderna forskare menar dock att det är möjligt att den Maitreya som omtalas i detta fall kan ha varit en människa vid namn Maitreya, och inte bodhisattvan Maitreya. Det är dock oklart huruvida en sådan person faktiskt existerade eller inte. De texter som Asanga sägs ha lärt sig från Maitreya är:
1. Abhisamayalamkara, "Utsmyckningen för insikterna"
2. Madhyatavibhaga, "Diskrimineringen av mitten från extremerna"
3. Dharmadharmatavibhaga, "Diskrimineringen av dharmor från deras rätta natur"
4. Mahayanasutralamkara, "Utsmyckningen av mahayanasutrorna"
5. Ratnagotravibhaga, också känd som Uttaratantra: en text om buddhanaturen.

Yogacarabhumi tillskrivs i kinesisk yogacara till Maityeya, men andra traditioner av yogacara tillskriver denna text till enbart Asanga.
Vasubandhu, Asangas bror eller halvbror, sägs ha blivit konverterad till buddhismen av Asanga. Vasubandhu skrev även han ett flertal texter inom yogacara, såsom Vimsatika ("20 verser") och Trimsika ("30 verser").

## Filosofi
Yogacaratraditionen är bred, och dess tidiga skrifter bidrog mycket till mahayanabuddhismens filosofi. Bland annat systematiserade de bodhisattvans väg från bodhisattva till buddha, och skrev en del om naturen av buddhaskap (trikaya). Tibetansk buddhism ser yogacaras utförliga diskussioner på vägen från bodhisattva till buddha som yogacaras största åstadkommande.
Alla skribenter inom yogacaratraditionen hade inte samma syn på saker och ting. Centralt för traditionen är dock "de tre existenstyperna". Denna lära återfinns i mahayanasutran Samdhinirmocanasutra], där den beskrivs som den ultimata läran. Enligt denna lära kan allting bli kategoriserad under en av dessa tre naturtyper:
1. Parikalpitasvabhava, "konstruerad eller konceptualiserad natur". Detta är den natur som vanliga människor ser sig själv i, där saker och ting betraktas som faktiskt existerande, där en dualism mellan subjekt och objekt finns. Enligt yogacara är detta en felaktig syn på verkligheten.
2. Paratantrasvabha, "beroende natur". Denna beskriver verkligheten som en ändlös ström av upplevelser och intryck. Som följd av ignorans, tolkar och konstruerar dock medvetna varelser detta till bestående subjekt och objekt. Denna existenstyp lägger grunden för den konceptualiserade existensen.
3. Parinipannasvabhava, "den perfekta natur". Beskriver att man genom meditation kan inse att strömmen av upplevelser "bara är" - och att några bestående subjekt och objekt inte finns där. Detta beskriver på så vis ett icke-dualistisk förhållningssätt till verkligheten, där allt som existerar egentligen bara är denna ström av upplevelser och intryck.

Yogacara beskriver den första naturen som falsk, den andra som "varandet", och den tredje som vad som måste vetas för att nå upplysning.
Det som främst skiljer yogacara från madhyamaka, är att yogacara menar att strömmen av upplevelser, eller sinnet, faktiskt existerar. Denna ström av upplevelser ses dock som icke-dualistiskt. Vilket innebär att denna ström av upplevelser inte utgör en själ, ett jag, eller liknande.